# Горбач Максим Іванович
Горбач Максим Іванович (1919–1987) — радянський військовий старшина Червоної армії, учасник Другої світовох війни, Герой СРСР (1945).

## Життєпис
Народився 21 січня 1919 року в селі Дубовичі Глухівського району (нині — Кролевецький район Сумської області України) в селянській родині. 1934 закінчив сім класів школи, після чого працював в колгоспі. 15 жовтня 1939 — почав службу в армії СРСР. З 13 вересня 1941 року — на фронті. Брав участь в Сталінградській битві, боях на Брянському, Центральному і 1-му українському фронтах, двічі поранений. До січня 1945 року Горбач командував гарматою 168-го окремого протитанкого дивізіону 181-ї стрілецької дивізії 6-ї армії 1-го українського фронту. Відзначився під час боїв на Сандомирському плацдармі і форсування Одеру .
21 січня 1945 року під час атаки на місто Сулеюв, поки розрахунок розгортав гармату, Горбач вів кулеметний вогонь, знищивши 30 солдатів противника. Розгорнувши зброю, розрахунок Горбача відкрив вогонь. Під час бою на західному березі Одеру на північ від Бреслау Горбач відбив близько 20 контратак німецької піхоти, знищивши понад 200 солдатів і офіцерів противника, 4 станкових і 5 ручних кулеметів. Так, 7 лютого 1945 року в районі станції Мазервіц противник п'ять разів намагався контратакувати, але відступав під вогнем розрахунку Горбача. Коли з ладу вибув навідник розрахунку, Горбач замінив його.
27 червня 1945 року — отримав звання Героя СРСР з врученням ордену Леніна і медалі Золота зірка за номером 8910.
Після закінчення війни демобілізований. Повернувся в рідне село, працював в колгоспі. Помер 8 квітня 1987 року, похований на кладовищі в Дубовичах.
Нагороджений
- орден вітчизняної війни 1-го ступеня,
- два ордени вітчизняної війни 2-го ступеня,
- два ордени Червоної зірки,
- орден Слави 3-го ступеня[1].

На честь Горбача названа вулиця в Дубовичах .